# Göransson Arena
Göransson Arena es un estadio cubierto destinado a múltiples eventos tanto deportivos, musicales, conferencias y LAN party situado en la ciudad de Sandviken, Suecia.
La idea de este proyecto, nació en el año 2004 cuando se buscaba la posibilidad de construir un nuevo estadio de Bandy. Tras tener como candidatas numerosas ciudades del país para construir el estadio finalmente decidieron que iba a ser en Sandviken. Tiempo más tarde tras realizar las gestiones necesarias, su construcción comenzó en mayo del año 2007, cuyo presupuesto fue de 210 millones de Coronas suecas (SEK) corriendo a cargo de la Göransson Foundations, que es controlada por la compañía Sandvik S.A. y teniendo como arquitecto encargado a Hakan Wikstrom de la compañía Sandviken Arkitektbyrå. En el mes de febrero de 2009 se finalizó su construcción y el estadio cuenta con un área de construcción total de unos 12.940 y de superficie 7.300 m², altura máxima hasta el techo de 28,5 m, capacidad total de 4.000 personas para eventos deportivos y de 10.000 para eventos musicales y también cuenta con numerosos restaurantes y diversos establecimientos. 
Posteriormente la compañía encargada vendió el estadio al municipio de Sandviken por la cantidad simbólica de una Corona sueca y pasó a ser en sustitución del Estadio Järnvallen la nueva sede del equipo de Bandy, Sandvikens AIK que compiten en el torneo nacional de primera división Elitserien y el campeonato mundial Bandy World Cup.
El día 30 de mayo de 2009 se inauguró el estadio, a lo que acudieron cerca de unas 5.500 personas entre ellos numerosas personalidades reconocidas de Suecia, en la que se hizo una cena para los asistentes y seguidamente un espectáculo que corrió a cargo de conocidos artistas nacidos en la misma ciudad, como Tomas Ledin, Malena Ernman, la Sandviken Big Band, la Orquesta Sinfónica y un grupo de Jazz.
Posteriormente el día 21 de agosto de ese año, en el estadio se jugó por primera vez un partido de bandy en el que se enfrentaba el equipo residente Sandvikens AIK contra el Västerås SK Bandy en el que terminó con una victoria visitante de 6-4.

## Eventos
Además de acoger partidos de la primera división y del campeonato del mundo de bandy, en el estadio se celebran eventos musicales como fue una de las semifinales de la selección nacional para Eurovisión, el Melodifestivalen 2010 emitido por la cadena Sveriges Television (SVT) y también conciertos de artistas o grupos mundialmente conocidos como 50 Cent, Bryan Adams, Twisted Sister, Scorpions, Eric Saade o Lauryn Hill. 
Actualmente tras la victoria en Eurovisión 2015 del cantante sueco Måns Zelmerlöw, el Göransson Arena se ha convertido en una de las posibles sedes candidatas para acoger el Festival de la Canción de Eurovisión 2016, junto a otras posibles como el Globen Arena, Tele2 Arena, Scandinavium, Malmö Arena y el Saab Arena.